# Campionati europei di tuffi 2017 - Piattaforma 10 metri sincro misti
La gara di piattaforma 10 metri sincro misto ai Campionati europei di tuffi 2017 si è svolta il 16 giugno 2017 e vi hanno preso parte 7 coppie miste di atleti.

## Medaglie
| Posizione | Atleti                            | Paese         |
| --------- | --------------------------------- | ------------- |
| Oro       | Lois Toulson Matty Lee            | Gran Bretagna |
| Argento   | Yulia Timoshinina Viktor Minibaev | Russia        |
| Bronzo    | Noemi Batki Maicol Verzotto       | Italia        |

## Risultati
| Pos. | Atleti                            | Nazionalità   | Finale | Finale |
| Pos. | Atleti                            | Nazionalità   | Punti  | Pos.   |
| ---- | --------------------------------- | ------------- | ------ | ------ |
|      | Lois Toulson Matty Lee            | Gran Bretagna | 308.16 | 1      |
|      | Yulia Timoshinina Viktor Minibaev | Russia        | 300.30 | 2      |
|      | Noemi Batki Maicol Verzotto       | Italia        | 299.58 | 3      |
| 4    | Valeriia Liulko Maksym Dolhov     | Ucraina       | 297.60 | 4      |
| 5    | Christina Wassen Florian Fandler  | Germania      | 292.92 | 5      |
| 6    | Laura Marino Alexis Jandard       | Francia       | 254.28 | 6      |
| 7    | Celine van Duijn Pascal Faatz     | Paesi Bassi   | 251.94 | 7      |